# Telefe 25 años
Telefe 25 años fue un programa especial de la cadena Telefe, emitido al conmemorarse los 25 años de dicha marca en la Televisión de Argentina. Entre las estrellas del canal se destacan las presencias de Susana Giménez, Alejandro "Marley" Wiebe, Guillermo Francella, Mariano Peluffo, entre otros. 

## Historia
La emisión fue conducida por Marley el 7 de abril a las 21:15 con una duración aproximada de 3 horas. 
En dicha gala, se mostraron imágenes del canal desde 1990 hasta 2015, habiendo también invitados especiales que pasaron por el canal como Diego Korol, José María Listorti, Pablo Granados, Cris Morena, Xuxa, entre otros.

## Homenajes
- Homenaje a Cris Morena, por su trayectoria en la televisión por sus programas y series.
- Homenaje a Videomatch, por los 25 años de su primera transmisión. El productor y conductor de este dicho programa, Marcelo Tinelli, mandó un saludo a este canal y contó bajo su mirada cómo vivió el proceso de conducir este recordado programa a través de un video. Por otra parte, los actores de este programa recrearon sus históricos sketches para recordar a este programa.

## Audiencia
| 7 de abril de 2015 | 14.9 | No (Esperanza Mía y Las Mil y Una Noches) Sí (Noche y Día) | [ 2 ] |